# Битка при Тигранакерт
Битката при Тигранакерт (на арменски: Տիգրանակերտի ճակատամարտը) се е провела на 6 октомври 69 пр.н.е. между силите на Римската република водени от консула Луций Лициний Лукул и на Велика Армения водени от Тигран Велики. Римските сили са победители, в резултат на което столицата на Армения – Тигранакерт е превзета от римляните.
До битката се стига след като Митридат VI търпи поражения от римляните по времето на Третата Митридатова война, която се води между Римската република и Понтийското царство. Дъщерята на Митридат – Клеопатра е омъжена за Тигран Велики и понтийския монарх бяга да търси убежище при зет си, което принуждава римската армия да навлезе във Велика Армения. По-късно римските легиони обсаждат Тигранакерт, но са принудени да отстъпят зад близката река, когато виждат приближаването на голяма арменска армия. Симулирайки отстъпление, римляните пресичат през близкия брод и нападат десния фланг на арменците. След като римляните побеждават арменските катафракти, останалата арменска армия, която се състои предимно от неопитни жители събрани от цялата Арменска империя се паникьосва и побягва.

## Предистория
Военните победи на Тигран в Близкия изток, водят до създаването на Арменска империя, простираща се почти на целия регион. След като сключва съюз с Митридат VI и подсигурява западните граници на държавата, Тигран успява да завладее територии в Партия и Месопотамия, и да анексира Левант. В Сирия започва строежа на новата столица, град Тигранакерт (кръстен на самия него), за заселването на който са докарани огромен брой хора, включително: араби, гърци и евреи. Градът скоро се превръща в един от най-важните градове в Сирия и процъфтяващ център на елинистическата култура, изпълнен с театри, паркове, цветни градини, пазари и ловни стопанства.
С поредицата римски победи в Митридатовите войни, този период на арменска хегемония в региона върви към своя край. Конфликтите между Римската република и Понтийското царсво продължаващи десетилетия и победите на Лукул в Третата Митридатова война принуждават понтийския монарх да търси убежище при своя зет. Лукул изпраща посланик на име Апий Клавдий в Антиохия с искане, Тигран да предаде своя тъст; ако искането му не бъде изпълнено, на Армения ще бъде обявена война. Тигран отказва да предаде Митридат и се подготвя за война срещу републиката.
Въпреки че няма законово позволение от сената за водене на война срещу Армения, Лукул започва подготовка за незабавно нахлуване в териториите на Тигран. Той опитва да оправдае непозволените си действия, като посочва Тигран и неговите поданици за врагове на републиката. През лятото на 69 пр.н.е., Лукул повежда войските си през Кападокия и река Ефрат и навлиза в арменската провинция в която се намира град Тигранакерт.

## Обсадата на Тигранакерт
Тигран, който през лятото на 69 пр.н.е. се намира в столицата, остава удивен и изненадан не само от скоростта на атаката и бързия напредък на римляните, но и от факта че те предприемат подобен ход. Неспособен да реагира навреме, той със закъснение изпраща малка сила от 2000 – 3000 конници под командването на Митробазан (Mithrobazanes), да спрат устрема на римската армия. Тези арменски сили са разгромени и разпилени от около 1600 души кавалерия под командването на римския легат Секстилий. Научавайки за разгрома на кавалерията си, Тигран поверява защитата на Тигранакерт на един от генералите си и се оттегля към Тавър, като има за цел да събере допълнителна армия. Легатите на Лукул, побеждават още две арменски армии, които идват на помощ на арменския монарх, но въпреки тези победи, самия Лукул предпочита да не преследва арменците, а вместо това започва обсада на столицата.
Тигранакерт е град все още в период на строеж, когато е обсаден от Лукул през късното лято на 69 пр.н. Градът е силно укрепен от стени, които според историка Апиан достигат до 25 метра височина, осигуряващи му добра защита дори и при по-продължителна обсада. Римските обсадни машини, използвани при обсадата са успешно отблъснати от защитниците на града, които използват запалителна смес, правейки според някои учени обсадата на Тигранакерт, „вероятно първото място в света, където се използва химическо оръжие“.
Въпреки първоначалния успех на защитниците, подкрепата на населението е под въпрос: повечето от гражданите са насилствено доведени в столицата от Тигран. Те скоро се показват нелоялни, и когато арменския монарх и армията му достигат хълм близък до града, населението „го посрещна с викове от стените, като сочеха на [Лукул] римляните, идващите арменски сили“.

## Силите
Апиан твърди, че Лукул потегля от Рим с един легион; при навлизането си в Мала Азия за да проведе военни действия срещу Митридат, той се подсилва с още 4 легиона. Общия брой на тези сили са 30 000 души пехота и 1600 души кавалерия. При преследването на Митридат в Армения, Апиан казва, че силите на Лукул са само 2 легиона и 500 конника, но изглежда много малко вероятно Лукул да предприеме навлизане в Армения с толкова малка сила. Историкът Адриан Шеруин-Уайт (Adrian Sherwin-White) посочва, че силите на Лукул се състоят от 12 000 души опитни ветерани (организирани в три легиона), 4000 души кавалерия събрани от провинциите, както и лека пехота. Римската армия е допълнително подсилена от няколко хиляди съюзнически пехотинци и кавалеристи – гали, траки и витинци.
Армията на Тигран има числено превъзходство пред тази на римляните. Според Апиан, тя наброява 250 000 души пехота и 50 000 души кавалерия. Много историци се съмняват в истинността на тези цифри, като смятат че броят им е значително завишен. Някои историци, най-известния от които е Плутарх пишат, че когато Тигран видял броя на римската армия казал: „твърде малко за армия, прекалено много за посолство“, въпреки че има съмнение относно истинността на този цитат. Тигран също така разполага с няколко хиляди катафракти – тежко бронирани конници, които носили метални ризници и са въоръжени с копия, лъкове и стрели.

## Битка
Двете армии се срещат при река Батман-су (Batman-su), която се намира леко на югозапад от Тигранакерт. Армията на Тигран е разположена на източния бряг на реката, докато тази на Лукул, който е оставил част от силите си назад да обсаждат града е разположена на западния бряг. Арменската армия се състои от три секции. Двама от васалните царе на Тигран са начело на левия и на десния фланг, докато самия Тигран води своите катафракти в центъра; останалата част от арменските сили се намират в предната част на хълм, сили които Лукул скоро ще използва в своя полза. Първоначално римските командири се опитват да разубедят Лукул да води битка на 6 октомври – дата в която през 105 пр.н.е. се провежда катастрофалната за римляните битка при Аравзио, където римска армия водена от Квинт Сервилий Цепион е разгромена от племената на кимври и тевтони по време на Кимврийската война. Игнорирайки суеверията на войниците си, Лукул отговаря: „Аз ще направя тази дата щастлива за римляните“. Историците Кауан и Хуук предполагат, че Лукул е разположил армията си в една дълга линия срещу противниковата кавалерия. Самият Лукул повежда няколко манипули надолу по реката, където е най-лесно да се пресече и в един момент Тигран решава, че римляните водени от римския консул се опитват да избягат от бойното поле.
Лукул първоначално решава да използва пехотата си за щурм, като по този начин цели да сведе до минимум времето на противника, през което може да използва своите стрелци и прашкари преди двете армии да се вкопчат в близък бой. Той се отказва от този план в последния момент осъзнавайки, че всъщност най-голяма заплаха за легионите му са противниковите тежки конници. Вместо да щурмува с пехотата, Лукул нарежда атака за отвличане на вниманието на своите галска и тракийска кавалерии срещу арменските катафракти. След като вниманието на тежката арменска кавалерия е насочено в друга посока, Лукул нарежда на две кохорти да пресекат реката през близкия брод. Неговата цел е да заобиколи катафрактите и той го постига като заобикаля хълма в посока обратна на часовниковата стрелка и напада тежките конници в тил.
Лукул лично води атаката и след като достига билото на хълма, с цел да повдигне морала на бойците си започва да вика: „Денят е наш! Денят е наш, мои братя войници!“. След това дава специални инструкции на кохортите да атакуват краката и бедрата на противниковите коне, тъй като това са единствените места на катафрактите, които не са бронирани. Лукул и командваните от него римски сили поемат надолу по хълма и тяхната атака се оказва фатална за арменците. Тромавите катафракти са хванати неподготвени и в опита си да се освободят от своите нападатели се врязват в собствената си войска и разкъсват арменската линия.
Арменската пехота, която е съставена от много неарменци започва да се разпада и объркването се разпростира и над останалата част от армията на Тигран. След като самия цар започва да отстъпва в северна посока цялата му армия се разбягва безредно. Жертвите от арменска страна са огромни, по различни преценки между 10 и 100 хил. души. Плутарх казва за римските загуби, че „само стотина бяха ранени и петима бяха убити“, въпреки че тези цифри звучат крайно нереалистично.

## Последици
Без армия, която да защитава града и с чуждестранно население, което с готовност отваря вратите на Тигранакерт за римляните, армията на Лукул започва плячкосване на столицата. Градът буквално е разграбен парче по парче. Царското съкровище на стойност 8000 таланта, е плячкосано и всеки римски войник получава по 800 драхми. Краят на битката води и до сериозни териториални загуби: голяма част от земите на Тигран на юг от Тавър пада под властта на Римската република. Въпреки тежките загуби на Тигран в битката, тя не е решаваща за края на войната. С отстъпването си на север Тигран и Митридат успяват да се изплъзнат от силите на Лукул, въпреки че по-късно губят и битка при град Арташат. През 68 пр.н.е. войниците на Лукул се разбунтуват и отказват да продължат с военната кампания, което принуждава Лукул да се изтегли от Армения през следващата година.
Битката при Тигранакерт е разглеждана с интерес от историците, заради това, че в нея Лукул съумява да победи многократно по-голяма армия с блестяща тактика. Италианския философ и историк Николо Макиавели критикува Тигран в своята книга „Изкуството на войната“ заради грешната тактика, арменския монарх силно да се осланя на своята кавалерия пред пехотата си.